# Альберто Фернандес (стрілець)
Альберто Фернандес (ісп. Alberto Fernández, нар. 16 червня 1983) — іспанський стрілець, олімпійський чемпіон 2020 року.

## Виступи на Олімпіадах
| Олімпіада           | Дисципліна  | Місце |
| ------------------- | ----------- | ----- |
| Пекін 2008          | трап        | 33    |
| Лондон 2012         | трап        | 25    |
| Ріо-де-Жанейро 2016 | трап        | 17    |
| Токіо 2020          | трап        | 9     |
| Токіо 2020          | трап, мікст | 1     |
| Париж 2024          | трап        | 14    |